# Franco Giorgetti
Pour les articles homonymes, voir Giorgetti.
Franco Giorgetti (né le 13 octobre 1902 à Varèse et mort le 18 mars 1963 à Bovisio-Masciago) est un coureur cycliste italien. Aux Jeux olympiques de 1920 à Anvers, il remporte la médaille d'or de la poursuite par équipes, avec Ruggero Ferrario, Arnaldo Carli et Primo Magnani. Il fait ensuite une carrière professionnelle de 1921 à 1943 et court aux États-Unis. Il y remporte notamment huit fois les Six jours de New York. En 1934, on le décrit comme la star du cyclisme la mieux payée au monde..

## Biographie
Issu d'une famille importante de Milan qui le destine à l'imprimerie et à la reliure, il s'intéresse au cyclisme dès son adolescence.

## Palmarès
- 1920
  -  Champion olympique de poursuite par équipes (avec Ruggero Ferrario, Arnaldo Carli et Primo Magnani)
- 1921
  - Tour du lac Léman
  - 3e du Tour de Romagne
- 1922
  - Coppa d'Inverno
  - 2e du Tour de la province de Milan
  - 9e de Milan-San Remo
- 1926
  - Six Jours de New York (avec Reginald McNamara)
- 1927
  - Championnat des États-Unis de demi-fond
  - Six Jours de New York (avec Reginald McNamara)
  - Six Jours de Chicago (avec Carl Stockholm)
  - Six Jours de Chicago (avec Robert Walthour Junior)
- 1928
  - Championnat des États-Unis de demi-fond
  - Six Jours de New York (avec Fred Spencer)
  - Six Jours de New York (avec Gerard Debaets)
- 1929
  - Championnat des États-Unis de demi-fond
  - Six Jours de New York (avec Gerard Debaets)
  - Six Jours de New York (avec Gerard Debaets)
- 1930
  - Championnat des États-Unis de demi-fond
  - Six Jours de New York (avec Paul Broccardo)
- 1932
  - Six Jours d'Atlantic City (avec William Peden)
- 1933
  - Championnat des États-Unis de demi-fond
  - 2e du championnat du monde de demi-fond
- 1935
  - Six Jours de New York (avec Alfred Letourneur)
  - Six Jours de Chicago (avec Alfred Letourneur)
  - Six Jours de Buffalo (avec Alfred Letourneur)
- 1941
  - Championnat d'Italie de demi-fond